# Apterocaulus
Apterocaulus is een kevergeslacht uit de familie van de boktorren (Cerambycidae). De wetenschappelijke naam van het geslacht werd voor het eerst geldig gepubliceerd in 1864 door Fairmaire.

## Soorten
Apterocaulus is monotypisch en omvat slechts de volgende soort:
- Apterocaulus heterogama (Burmeister, 1861)